# 보더타운 (2006년 영화)
《보더타운》(영어: Bordertown)은 2007년에 개봉한 미국의 범죄 스릴러 영화이다. 시우다드후아레스 연쇄 살인 사건에서 영감을 얻었다.

## 줄거리
미국 회사들이 북미 자유 무역 협정을 악용해 멕시코-미국 국경 바로 너머에 마킬라도라 공장을 대규모로 세우고 싼값에 부려먹을 멕시코 여성들을 고용한다. 이 여성들을 골라 죽이는 연쇄 살인 사건이 발생하고, 취재를 맡게 된 시카고 기자 로런은 국경 도시 치와와주 시우다드후아레스를 찾는다.   

## 출연
- 제니퍼 로페즈 - 로런 에이드리언 역
- 안토니오 반데라스 - 알폰소 디아스 역
- 마야 사파타 - 에바 히메네스 역
- 소니아 브라가 - 테레사 카시야스 역
- 테레사 루이스 - 세실라 로하스 역
- 후안 디에고 보토 - 마르코 안토니오 살라망카 역
- 마틴 신 - 조지 모건 역
- 랜들 배틴코프 - 프랭크 커저스키 역
- 케이트 델카스티요 - 엘레나 디아스 역
- 후아네스 - 본인 역